# Sádecký potok (přítok Klučeckého potoka)
Sádecký potok je malý vodní tok převážně v okrese Louny. Je dlouhý 7,8 km, plocha jeho povodí měří 15,1 km² a průměrný průtok v ústí je 0,05 m³/s. Ještě na počátku dvacátého století se jmenoval Deštnický potok.

## Průběh toku
Potok pramení v okrese Rakovník severovýchodně severně od Janova v nadmořské výšce asi 405 metrů. Přibližně po třech stech metrech opouští Středočeský kraj a vtéká do okresu Louny v Ústeckém kraji. Nesouměrným údolím, jehož severní svahy jsou strmější než jižní, teče směrem k severozápadu přes Deštnici a Sádek, za kterým se širokým obloukem stočí k severu. Ve Lhotě se v nadmořské výšce 270 metrů vlévá zleva do Klučeckého potoka. Celý tok vede Rakovnickou pahorkatinou.